# Every Grain of Sand
Every Grain of Sand är en låt skriven och framförd av Bob Dylan, släpptes först 1981 på albumet Shot of Love. Den har även varit med i soundtracket till filmen Another Day in Paradise.
Eftersom Dylan, när låten skrevs och spelades in, var inne i en kristen period, har låten starka anspelningar till Jesus, tro och andlighet. Men låten är även ett sekulärt arbete, och tidskriften Rolling Stone har beskrivit den som en uppdatering av "Chimes of Freedom" från albumet Another Side of Bob Dylan från 1964.
Låten spelades på Johnny Cashs begravning 2003 och sjöngs av Emmylou Harris.

## Album
- Shot of Love - 1981
- Biograph - 1985
- The Bootleg Series Volumes 1-3 (Rare & Unreleased) 1961-1991 - 1991